# ماساهيرو فوكاساوا
ماساهيرو فوكاساوا (باليابانية: 深澤 仁博) مواليد 12 يوليو 1977 في نامازو، شيزوكا، اليابان، هو لاعب كرة قدم ياباني. يلعب كمدافع.

## المسيرة الاحترافية

### أندية لعب لها
- يوكوهاما مارينوس
- آلبيركس نيغاتا
- نادي واريورز

## روابط خارجية
- ماساهيرو فوكاساوا على موقع رابطة كرة القدم اليابانية للمحترفين (اليابانية)
- ماساهيرو فوكاساوا على موقع قاعدة بيانات كرة القدم.إي يو (الإنجليزية)
- ماساهيرو فوكاساوا على موقع Soccerway.com (الإنجليزية)
- ماساهيرو فوكاساوا على موقع عالم كرة القدم.نت (الإنجليزية)